# أسل متقزم
أسل متقزم (الاسم العلمي: Juncus hemiendytus) نوع نباتي يتبع جنس الأسل وينتمي إلى الفصيلة الأسلية.